# Passo Frontè
Il passo Frontè  (2081 m s.l.m.) è un valico delle Alpi Liguri, situato in provincia di Imperia, che mette in comunicazione la valle Arroscia e la val Tanaro.

## Collocazione
Il passo è collocato sulla catena principale alpina e separa il monte Frontè (2.152 m s.l.m.) dalla Cima Garlenda (2141 m s.l.m.).
Nei pressi del punto di valico si trovano i resti di una caserma.

## Escursionismo

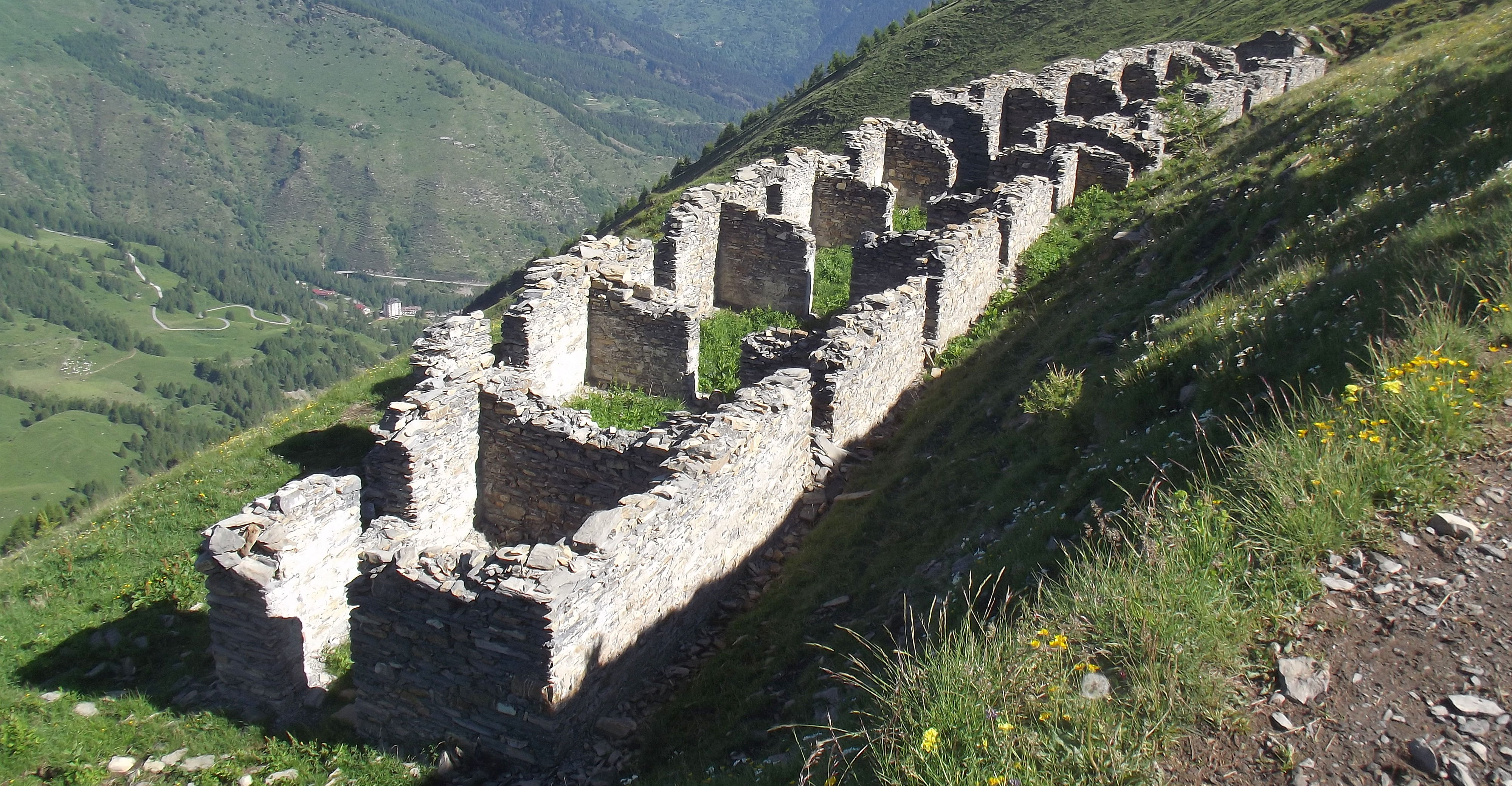
I ruderi della caserma presso il colle

Il passo Frontè è raggiungibile per sentiero da Montegrosso Pian Latte. Per il colle transita l'Alta via dei Monti Liguri, che lo collega verso sud con il vicino passo Garlenda transitando sul versante rivolto verso la val Tanaro del Frontè.
D'inverno, con le opportune condizioni di innevamento, è anche possibile salire al colle con le racchette da neve (difficoltà: MR - Medi racchettatori).

## Punti di appoggio
- Rifugio Sanremo

## Tutela naturalistica
La zona dove si trova il valico è inclusa nel Parco naturale regionale delle Alpi Liguri.